# Тихонов Юрій Станіславович
Юрій Станіславович Тихонов (біл. Юрый Станіслававіч Ціханаў; нар. 3 липня 1978, Мінськ) – білоруський шахіст, гросмейстер від 2006 року.

## Шахова кар'єра

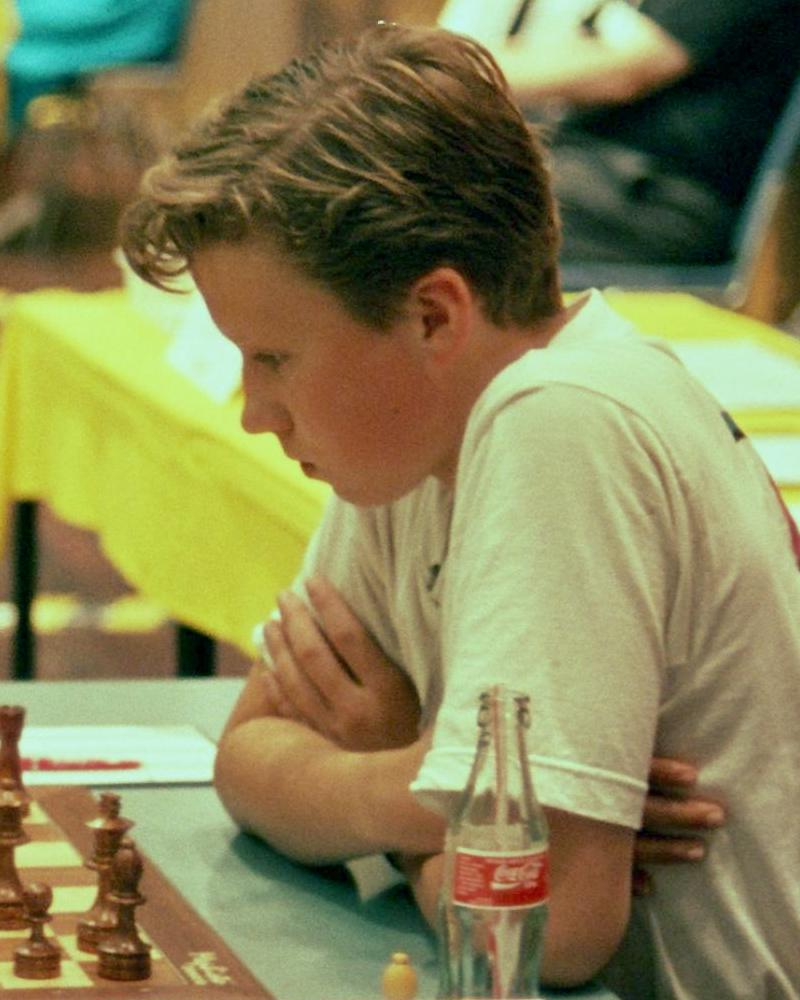
Юрій Тихонов, Дуйсбург (Німеччина), 1992

У 1992-1997 роках п'ять разів представляв Білорусь на чемпіонаті світу серед юніорів у різних вікових категоріях. Найбільшого успіху в цих змаганнях досягнув у 1992 році, здобувши в Дуйсбурзі титул чемпіона світу до 14 років. 1996 року поділив 1-ше місце (разом із, зокрема, Євгеном Глейзеровим і Сергієм Волковим) на турнірі за швейцарською системою в Мінську. 2003 року переміг (разом з Габріелом Матютою  і Жаном-П'єром Ле-Ру) в Сен-Ло. 2004 року повторив це досягнення в Білостоці (разом з Пьотром Бобрасом) і поділив 3-тє місце в Авуані (позаду Г'юго Тірарда і Андрея Істрецеску, разом із, зокрема, Екгардом Шміттділем). У 2005 році виграв чемпіонат Білорусі, переміг на турнірі за круговою системою в Мінську (в обох випадках виконуючи гросмейстерську норму) і поділив 3-тє місце в Харкові (позаду В'ячеслава Захарцова і Валерія Авескулова, разом з Олександром Ковчаном). 2006 року в складі національної збірної взяв участь у шаховій олімпіаді, яка відбулась у Турині , а також переміг на двох міжнародних турнірах, у Львові і Пшелазах. 2007 року досягнув ще одного успіху, поділивши 1-ше місце (разом з Ярославом зінченком) у Пермі. 2008 року виборов бронзову медаль чемпіонату Білорусі, а також поділив 1-ше місце у Санкт-Петербурзі (разом з Євгеном Левіним, Спартаком Височиним і Вадимом Шишкіним).
Найвищий рейтинг Ело в кар'єрі мав станом на 1 липня 2007 року, досягнувши 2542 очок займав тоді 6-те місце серед білоруських шахістів.

## Зміни рейтингу
| На цьому місці має відображатися графік чи діаграма, однак з технічних причин його відображення наразі вимкнено. Будь ласка, не видаляйте код, який викликає це повідомлення. Розробники вже працюють для того, щоби відновити штатне функціонування цього графіка або діаграми. | |
| | На цьому місці має відображатися графік чи діаграма, однак з технічних причин його відображення наразі вимкнено. Будь ласка, не видаляйте код, який викликає це повідомлення. Розробники вже працюють для того, щоби відновити штатне функціонування цього графіка або діаграми. |